# Jedlina (Orlické hory)
Jedlina (německy Sturzhügel) je horská rozsocha v České republice ležící v Orlických horách.

## Geomorfologické zařazení
Jedlina se nachází v celku Orlické hory, podcelku Bukovohorská hornatina, okrsku Orličský hřbet a podokrsku Suchovršský hřbet. Západní zakončení již zasahuje do okrsku Výprachtická vrchovina.

## Poloha
Jedlina se nachází v Bukovohorské hornatině asi 3,5 km západně od jejího nejvyššího vrcholu Suchého vrchu a asi 4 km severovýchodně od města Jablonné nad Orlicí. Jedná se o rozsochu vybíhající západním směrem z prostoru skaliska Bradlo ležícím na Suchém vrchu. Kóta 769 m s názvem Jedlina není nejvyšším bodem rozsochy, ale spočinkem a nachází se na hřebenu nepřetržitě se svažujícím směrem k obci Těchonín. Nejvyšším bod rozsochy tvořící samostatný vrchol se nachází asi o 2 km východněji ve výšce 886 m a nemá své vlastní jméno. Mezi oběma místy se pak nachází vrchol Javorně (781 m). Od Suchého vrchu na východě dělí Jedlinu z pohledu nejvyššího bodu nehluboké sedlo. Na západě klesá hřeben k Těchonínu a do údolí Tiché Orlice, které odděluje Bukovohorskou hornatinu od Mladkovské vrchoviny. Severní svah příkře spadá do Uhlířského dolu a jižní do Kobylího dolu. Jedlina se nachází v prostoru přírodního parku Suchý vrch - Buková hora.

## Vodstvo
Jedlina je odvodňována levými přítoky Tiché Orlice. Ze severu Těchonínským potokem, který protéká Uhelným dolem a z jihu Černovickým potokem protékajícím Kobylím dolem. U křižovatky cest popsaných v jim určeném odstavci se nachází upravený pramen bezejmenného potoka, který se v Těchoníně zleva vlévá do Těchonínského potoka. Hřbet, který oba toky svírají se nazývá Kozí hřbet.

## Vegetace
Hřeben Jedliny je porostlý téměř výhradně a souvisle smrčinami.

## Turistické a ostatní komunikace
Přibližně ve výšce 800 m obchází po západním úbočí nejvyšší vrchol významná vrstevnicová cesta od dělostřelecké tvrze Bouda k hájovně Zakopanka, ze které odbočuje a přibližně po ose hřebenu západním směrem klesá cesta k Těchonínu. Po větší části vrstevnicové cesty vede žlutě značená běžkařská trasa z Čenkovic k tvrzi Bouda.